# ریجول
ریجول (به انگلیسی: Ridgewell) یک روستا و محله مدنی در بریتانیا است که در Braintree واقع شده‌است. ریجول ۵۰۳ نفر جمعیت دارد.